# Coppa Italia 1991-1992 (fase finale)
Questa voce raccoglie un approfondimento sulle gare della fase finale dell'edizione 1991-1992 della Coppa Italia di calcio.

## Ottavi di finale

### Andata
| Arbitro: | Lanese (Messina) |

|                       |           |  |
| Rizzitelli 85’ (rig.) | Marcatori |  |

| Arbitro: | Beschin (Legnago) |

|                          |           |  |
| Taccola 11’ Ferrante 85’ | Marcatori |  |

| Arbitro: | Ceccarini (Livorno) |

|                   |           |           |
| Vialli 65’ (rig.) | Marcatori | 45’ Platt |

| Parma 30 ottobre 1991, ore 20:30 CET | Parma              | 0 – 0 referto | Fiorentina | Stadio Ennio Tardini (9.000 spett.)\| Arbitro: \| Sguizzato (Verona) \| |
| Arbitro:                             | Sguizzato (Verona) |               |            |                                                                         |

| Arbitro: | Trentalange (Torino) |

|                      |           |                            |
| Prytz 25’ (rig.) 66’ | Marcatori | 18’ Maldini 27’ Van Basten |

| Arbitro: | Lo Bello (Siracusa) |

|                      |           |  |
| Annoni 34’ Vieri 43’ | Marcatori |  |

| Bergamo 30 ottobre 1991, ore 20:30 CET | Atalanta       | 0 – 0 referto | Juventus | Stadio Comunale (13.000 spett.)\| Arbitro: \| Luci (Firenze) \| |
| Arbitro:                               | Luci (Firenze) |               |          |                                                                 |

| Arbitro: | Quartuccio (Torre Annunziata) |

|                                     |           |                          |
| Maiuri 44’ (aut.) Fadoni 45’ (aut.) | Marcatori | 68’ Pedone 79’ Mazzoleni |

### Ritorno
| Arbitro: | Lo Bello (Siracusa) |

|                                  |           |                    |
| Pusceddu 44’ Careca 50’ Zola 77’ | Marcatori | 18’ 26’ Rizzitelli |

| Arbitro: | D'Elia (Salerno) |

|                                                            |           |  |
| Bortolazzi 9’ Ruotolo 45’ Aguilera 58’ (rig.) Skuhravý 76’ | Marcatori |  |

| Arbitro: | Baldas (Trieste) |

|                            |           |                               |
| Platt 62’ (rig.) Soda 102’ | Marcatori | 80’ (rig.) Vialli 118’ Cerezo |

| Arbitro: | Lanese (Messina) |

|               |           |            |
| Borgonovo 31’ | Marcatori | 63’ Brolin |

| Arbitro: | Cornieti (Forlì) |

|                |           |            |
| Van Basten 43’ | Marcatori | 75’ Lunini |

| Roma 4 dicembre 1991, ore 20:30 CET | Lazio               | 0 – 0 referto | Torino | Stadio Olimpico (14.487 spett.)\| Arbitro: \| Amendolia (Messina) \| |
| Arbitro:                            | Amendolia (Messina) |               |        |                                                                      |

| Arbitro: | Cinciripini (Ascoli Piceno) |

|                                               |           |               |
| Júlio César 44’ Corini 55’ (rig.) Alessio 76’ | Marcatori | 14’ Bigliardi |

| Arbitro: | Sguizzato (Verona) |

|                      |           |                          |
| Mirabelli 86’ (rig.) | Marcatori | 5’ N.Berti 72’ Klinsmann |

### Tabella riassuntiva
| Squadra 1 | Totale | Squadra 2  | Andata | Ritorno     |
| --------- | ------ | ---------- | ------ | ----------- |
| Roma      | 3 - 3  | Napoli     | 1 - 0  | 2 - 3       |
| Pisa      | 2 - 4  | Genoa      | 2 - 0  | 0 - 4       |
| Sampdoria | 3 - 3  | Bari       | 1 - 1  | 2 - 2 (dts) |
| Parma     | 1 - 1  | Fiorentina | 0 - 0  | 1 - 1       |
| Verona    | 3 - 3  | Milan      | 2 - 2  | 1 - 1       |
| Torino    | 2 - 0  | Lazio      | 2 - 0  | 0 - 0       |
| Atalanta  | 1 - 3  | Juventus   | 0 - 0  | 1 - 3       |
| Inter     | 4 - 3  | Como       | 2 - 2  | 2 - 1       |

## Quarti di finale

### Andata
| Arbitro: | Ceccarini (Livorno) |

|                       |           |  |
| Baresi 30’ Simone 53’ | Marcatori |  |

| Arbitro: | Sguizzato (Verona) |

|            |           |  |
| Vialli 89’ | Marcatori |  |

| Arbitro: | Lo Bello (Siracusa) |

|                          |           |  |
| Minotti 68’ Catanese 87’ | Marcatori |  |

| Arbitro: | Amendolia (Messina) |

|              |           |  |
| Di Canio 47’ | Marcatori |  |

### Ritorno
| Arbitro: | Luci (Firenze) |

|             |           |                  |
| Lentini 79’ | Marcatori | 23’ (aut.) Bruno |

| Arbitro: | Pairetto (Nichelino) |

|               |           |                |
| Carnevale 23’ | Marcatori | 74’ Vierchowod |

| Arbitro: | Baldas (Trieste) |

|              |           |                                |
| Aguilera 10’ | Marcatori | 16’ (aut.) Signorini 53’ Melli |

| Arbitro: | Lanese (Messina) |

|            |           |                 |
| Ciocci 79’ | Marcatori | 99’ 120’ Baggio |

### Tabella riassuntiva
| Squadra 1 | Totale | Squadra 2 | Andata | Ritorno     |
| --------- | ------ | --------- | ------ | ----------- |
| Milan     | 3 - 1  | Torino    | 2 - 0  | 1 - 1       |
| Sampdoria | 2 - 1  | Roma      | 1 - 0  | 1 - 1       |
| Parma     | 4 - 1  | Genoa     | 2 - 0  | 2 - 1       |
| Juventus  | 3 - 1  | Inter     | 1 - 0  | 2 - 1 (dts) |

## Semifinali

### Andata
| Arbitro: | Beschin (Legnago) |

|            |           |  |
| Brolin 50’ | Marcatori |  |

| Milano 31 marzo 1992, ore 20:30 CEST | Milan            | 0 – 0 referto | Juventus | Stadio Giuseppe Meazza (73.114 spett.)\| Arbitro: \| D'Elia (Salerno) \| |
| Arbitro:                             | D'Elia (Salerno) |               |          |                                                                          |

### Ritorno
| Arbitro: | Amendolia (Messina) |

|                          |           |                       |
| Pari 77’ Vierchowod 120’ | Marcatori | 97’ 103’ (rig.) Melli |

| Arbitro: | Amendolia (Messina) |

|               |           |  |
| Schillaci 22’ | Marcatori |  |

### Tabella riassuntiva
| Squadra 1 | Totale | Squadra 2 | Andata | Ritorno     |
| --------- | ------ | --------- | ------ | ----------- |
| Parma     | 3 - 2  | Sampdoria | 1 - 0  | 2 - 2 (dts) |
| Milan     | 0 - 1  | Juventus  | 0 - 0  | 0 - 1       |

## Finale

### Andata
| Arbitro: | Lo Bello (Siracusa) |

|                   |           |  |
| Baggio 23’ (rig.) | Marcatori |  |

| Juventus | Parma |

| Juventus            |    |                      |     |     |
|                     |    |                      |     |     |
| P                   | 1  | Angelo Peruzzi       |     |     |
| D                   | 2  | Gianluca Luppi       |     |     |
| D                   | 3  | Giancarlo Marocchi   |     |     |
| C                   | 4  | Antonio Conte        |     | 58' |
| D                   | 5  | Massimo Carrera      |     |     |
| D                   | 6  | Júlio César da Silva | 73’ |     |
| C                   | 7  | Roberto Galia        |     |     |
| C                   | 8  | Stefan Reuter        |     |     |
| A                   | 9  | Salvatore Schillaci  |     | 64' |
| C                   | 10 | Roberto Baggio       |     |     |
| A                   | 11 | Paolo Di Canio       |     |     |
| Sostituzioni:       |    |                      |     |     |
| D                   |    | Luigi De Agostini    |     | 58' |
| C                   |    | Eugenio Corini       |     | 64' |
| Allenatore:         |    |                      |     |     |
| Giovanni Trapattoni |    |                      |     |     |

| Parma         |    |                   |     |     |
|               |    |                   |     |     |
| P             | 1  | Marco Ballotta    |     |     |
| D             | 2  | Antonio Benarrivo |     |     |
| D             | 3  | Alberto Di Chiara |     |     |
| D             | 4  | Lorenzo Minotti   |     |     |
| D             | 5  | Luigi Apolloni    |     |     |
| C             | 6  | Georges Grün      |     |     |
| A             | 7  | Alessandro Melli  | 45’ | 84' |
| C             | 8  | Daniele Zoratto   |     | 68' |
| C             | 9  | Marco Osio        |     |     |
| C             | 10 | Stefano Cuoghi    |     |     |
| A             | 11 | Tomas Brolin      |     |     |
| Sostituzioni: |    |                   |     |     |
| C             |    | Tarcisio Catanese |     | 68' |
| A             |    | Massimo Agostini  |     | 84' |
| Allenatore:   |    |                   |     |     |
| Nevio Scala   |    |                   |     |     |

### Ritorno
| Arbitro: | Baldas (Trieste) |

|                    |           |  |
| Melli 45’ Osio 61’ | Marcatori |  |

| Parma | Juventus |

| Parma         |    |                   |     |     |
|               |    |                   |     |     |
|               |    |                   |     |     |
| P             | 1  | Marco Ballotta    |     |     |
| D             | 2  | Antonio Benarrivo |     |     |
| D             | 3  | Alberto Di Chiara |     |     |
| D             | 4  | Lorenzo Minotti   | 73’ |     |
| D             | 5  | Luigi Apolloni    | 50’ |     |
| C             | 6  | Georges Grün      |     |     |
| A             | 7  | Alessandro Melli  |     | 85' |
| C             | 8  | Daniele Zoratto   |     |     |
| C             | 9  | Marco Osio        |     | 83' |
| C             | 10 | Stefano Cuoghi    | 64’ |     |
| A             | 11 | Tomas Brolin      |     |     |
| Sostituzioni: |    |                   |     |     |
| C             |    | Ivo Pulga         |     | 83' |
| A             |    | Massimo Agostini  |     | 85' |
| Allenatore:   |    |                   |     |     |
| Nevio Scala   |    |                   |     |     |

| Juventus            |    |                     |     |     |
|                     |    |                     |     |     |
| P                   | 1  | Angelo Peruzzi      |     |     |
| D                   | 2  | Gianluca Luppi      | 39’ |     |
| D                   | 3  | Giancarlo Marocchi  |     |     |
| D                   | 4  | Luigi De Agostini   | 17’ | 73' |
| D                   | 5  | Jürgen Kohler       | 45’ |     |
| D                   | 6  | Massimo Carrera     |     | 66' |
| C                   | 7  | Roberto Galia       |     |     |
| C                   | 8  | Stefan Reuter       | 33’ |     |
| A                   | 9  | Salvatore Schillaci | 19’ |     |
| C                   | 10 | Roberto Baggio      |     |     |
| A                   | 11 | Pierluigi Casiraghi |     |     |
| Sostituzioni:       |    |                     |     |     |
| A                   |    | Paolo Di Canio      |     | 66' |
| D                   |    | Antonio Conte       | 88’ | 73' |
| Allenatore:         |    |                     |     |     |
| Giovanni Trapattoni |    |                     |     |     |

### Tabella riassuntiva
| Squadra 1 | Totale | Squadra 2 | Andata | Ritorno |
| --------- | ------ | --------- | ------ | ------- |
| Juventus  | 1 - 2  | Parma     | 1 - 0  | 0 - 2   |

## Squadra vincitrice
Parma
1º titolo